# Shinsui Itō
Shinsui Itō (em japonês:  伊東 深水, transl. Itō Shinsui; 4 de fevereiro de 1898 — 8 de maio de 1972), foi um pintor de nihonga e gravurista japonês de ukiyo-e durante os períodos Taishō e Shōwa. Foi um dos grandes nomes do movimento artístico shin-hanga, que revitalizava a arte ukiyo-e por meio do uso de técnicas e métodos característicos da pintura ocidental e que perdurou em grande sucesso até crescimento da fotografia, no início do século XX. Seu nome real era Hajime Itō (em japonês:  伊東 一). Recebeu as comendas de "Tesouro Vivo Nacional" e a Ordem do Sol Nascente.